# Lionel Walter Rothschild
Lionel Walter Rothschild, né le 8 février 1868 et mort le 27 août 1937, baron de Rothschild (titre autrichien) et 2e baron Rothschild (titre britannique), est un banquier, homme politique sioniste et zoologiste britannique.
Destinataire de La Déclaration Balfour de 1917 qui est une lettre ouverte comptant 67 mots, datée du 2 novembre 1917 et signée par Arthur Balfour, secrétaire d'État britannique aux Affaires étrangères (Foreign Secretary) dans le gouvernement de David Lloyd George.

## Biographie
Walter Rothschild, né à Londres, est le fils aîné et héritier de Nathan de Rothschild, 1er Baron Rothschild anglais, financier et premier lord juif anglais.
Il fait ses études au Magdalene College de Cambridge avant de rejoindre, à 21 ans, la banque familiale à Londres où il travaille à contrecœur. Ce n'est que 19 ans après, en 1908, qu'il est finalement autorisé à y renoncer. Passionné de zoologie et plus spécialement la collection d'oiseaux et de papillons depuis son enfance, il se consacre à cette nouvelle activité.

### Zoologiste
Il finance de nombreuses expéditions à travers le monde pour enrichir ses collections et publie de très nombreux articles sur la taxinomie et la systématique des papillons (Lépidoptères), en particulier dans la revue qu'il a lui-même créée pour publier les nouvelles espèces de ses collections, Novitates zoologicae.

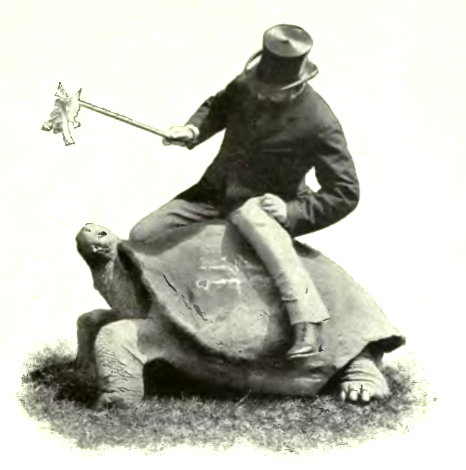
Lord Rothschild sur une tortue géante.

La collection Rothschild est la plus grande collection zoologique jamais réunie par un particulier. Elle comptait 300 000 oiseaux, 200 000 œufs d'oiseaux, 2 250 000 papillons et 30 000 coléoptères, ainsi que des milliers de spécimens de mammifères, de reptiles et de poissons. Il contribue à la première action de sauvegarde des tortues d'Aldabra. De 1901 à 1908, il exige que les tortues ne soient plus exploitées en échange de financements permettant par la suite à la population de tortues d'augmenter rapidement, ce qui fut nécessaire à la sauvegarde de l'espèce.
Il fonde un muséum d'histoire naturelle près de sa maison de Tring Park dans le Hertfordshire (Walter Rothschild Zoological Museum). Celui-ci est ouvert au public à partir de 1892.
De nombreux animaux portent son nom dont le plus célèbre est l'Étourneau de Rothschild (aujourd'hui presque éteint). Une girafe (Giraffa camelopardalis rothschildi) sous-espèce avec cinq cornes (Ossicône) au lieu de deux, porte aussi son nom ainsi que 153 insectes, 58 oiseaux, 17 mammifères, trois poissons, trois araignées, deux reptiles, un mille-pattes et un ver.
En 1932, il est forcé de vendre la majeure partie de sa collection d'oiseaux au muséum américain d'histoire naturelle de New York, à cause du chantage dont il est victime de la part d'une ancienne maîtresse[réf. souhaitée].
En 1936, il donne le reste de ses collections au British Museum, la plus grande donation que cette institution ait jamais reçue. Aujourd'hui, le Walter Rothschild Zoological Museum de Tring est un département du musée d'histoire naturelle de Londres.

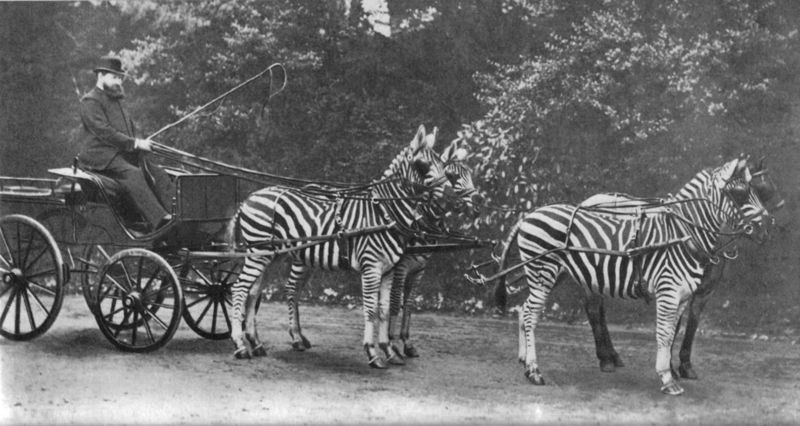
Lionel Walter Rothschild avec son fameux attelage de zèbres en 1895.

Walter Rothschild a la réputation d'être un excentrique car il avait des kangourous dans son parc et il conduisait un chariot attelé de six zèbres à Buckingham Palace pour prouver que les zèbres pouvaient être apprivoisés.

### Politique
Il est député conservateur au parlement de 1899 à 1910.
Il participe activement au mouvement sioniste et est proche de Chaim Weizmann. Arthur James Balfour récompense leurs efforts en lui adressant, au nom du gouvernement et du roi, la déclaration Balfour de 1917 engageant l'Angleterre à soutenir la création d'un foyer (« home ») national juif.

## Prix et distinctions
Rothschild est reçu docteur honoris causa de l'université de Giessen en 1898, élu administrateur du British Museum en 1899, et élu membre de la Royal Society en 1911.

## Espèces décrites
- Carpophage des Chatam (1891)
- Corbeau de Torres (1850)
- Girafe de Rothschild (1900)
- Myzomèle de Wetar (1903)
- Rousserolle obscure (1892)

## Publications
- 1903 : avec Heinrich Ernst Karl Jordan (1861-1959), A revision of the lepidopterous family Sphingidae. Londres et Aylesbury, Hazell, Watson et Viney : 30-32.
- The Avifauna of Laysan and the Neighboring Islands with a complete history to date of the birds of the Hawaiian possession (1893-1900) Walter Rothschild. From Smithsonian Institution Libraries
- Extinct birds. London, England: Hutchinson and Co., 1907.
- A Monograph of the Genus Casuarius, 1890